# Nizar Boukarraâ
Nizar Boukarraâ, né le 31 juillet 1985 à Sousse, est un footballeur tunisien. Il évolue au poste de milieu avec le Club sportif de Jebiniana.

## Clubs
- 2006-2013 : Union sportive monastirienne
- 2013-2014 : Stade gabésien
- 2014-2015 : Union sportive monastirienne
- 2016-2017 : Al Ramtha Sports Club
- depuis 2018 : Club sportif de Jebiniana